# Hadula contempta
Hadula contempta là một loài bướm đêm trong họ Noctuidae.